# 임낙호
임낙호(任洛鎬, 1896년 ~ 1921년 10월 17일)는 일제강점기의 조선귀족으로, 본관은 풍천, 본적은 서울특별시 종로구 사직동이며 자작 임선준의 아들이다.
1919년 3월 20일 자신의 아버지였던 임선준이 받은 자작 작위를 승계받았으며 작위를 승계받기 이전까지는 일본 정부로부터 종5위에 서위되어 있었다. 그의 작위는 아들 임선재가 습작했다. 친일파 708인 명단의 조선귀족 부문, 민족문제연구소의 친일인명사전 수록자 명단의 수작/습작 부문, 친일반민족행위진상규명위원회가 발표한 친일반민족행위 705인 명단에 포함되었다.

## 참고자료
- 친일반민족행위진상규명위원회 (2009). 〈임낙호〉. 《친일반민족행위진상규명 보고서 Ⅳ-15》. 서울. 53~55쪽.